# 嚴憲 (明朝)
嚴憲（1429年—？），字廷章，河南省陳州府扶溝縣人，明朝政治人物、進士出身。

## 生平
河南鄉試第二十六名。景泰二年，登進士，官至陕西按察司副使。

## 家族
曾祖嚴二公、祖父嚴整、父亲嚴恭，为國子生。